# Valpolicella Ripasso classico superiore
Il Valpolicella Ripasso classico superiore è un vino rosso DOC del Veneto prodotto esclusivamente nella Valpolicella classica in provincia di Verona da vitigni autoctoni quali Corvina, Corvinone (nella misura massima del 50% in sostituzione della Corvina), Rondinella ma anche in percentuali minori con Forselina, Negrara e Oseleta. La Molinara uscita recentemente dal disciplinare come obbligatoria è comunque permessa.
Sono le stesse uve che vengono utilizzate per la produzione dell'Amarone e del Recioto.

## Metodo di produzione
La tecnica del ripasso consiste nel versare, prima dell'affinamento in botte, il vino Valpolicella base direttamente nei tini dove è stato precedentemente pigiato l'Amarone lasciandolo riposare a contatto con le vinacce appena pressate per circa 15/20 giorni. In questo modo il vino riceve dalle vinacce appassite parte dell'aroma che è proprio dell'Amarone. È possibile inoltre effettuare la tecnica del ripasso anche sulle vinacce appena pigiate del Recioto. In questo caso si otterrà un Valpolicella Ripasso leggermente più dolce.

## Caratteristiche organolettiche
- Colore: Rosso rubino tendente all'impenetrabile.
- Olfatto: Strutturato.
- Gusto: Frutti di bosco a bacca rossa, a volte tostatura e tabacco, vanigliato, tannini morbidi.

## Le Denominazioni
Il Valpolicella Ripasso classico superiore riceve le denominazioni:
- Classico perché prodotto nella sottozona comprendente i comuni di Fumane, Marano di Valpolicella, Negrar, San Pietro in Cariano, Sant'Ambrogio di Valpolicella facenti parte della Valpolicella classica
- Superiore perché l'affinamento in botte avviene per un minimo di 12 mesi a partire dal 1º gennaio successivo alla vendemmia e il grado alcolico risulta essere al consumo superiore al 12%.

## Altri vini della Valpolicella
- Valpolicella
- Valpolicella superiore
- Valpolicella Ripasso
- Valpolicella Ripasso superiore
- Valpolicella classico
- Valpolicella classico superiore
- Valpolicella Ripasso classico
- Valpolicella Ripasso classico superiore (questa pagina)
- Valpolicella Valpantena
- Valpolicella Valpantena superiore
- Valpolicella Ripasso Valpantena
- Valpolicella Ripasso Valpantena superiore
- Amarone della Valpolicella
- Amarone della Valpolicella classico
- Amarone della Valpolicella Valpantena
- Recioto della Valpolicella
- Recioto della Valpolicella classico
- Recioto della Valpolicella Valpantena